# Mikhail Iakovlev
Pour les articles homonymes, voir Iakovlev.
Mikhail Iakovlev ou Mikhail Yakovlev (Яковлев Михаил Сергеевич en russe) est un coureur cycliste israélien, d'origine russe né le 1er septembre 2000 à Moscou. Il est spécialiste des épreuves de vitesse sur piste.

## Biographie
Mikhail Iakovlev fréquente l'école spéciale de la réserve olympique n°2 à Moscou. Il se révèle pour la première fois en 2020, où il se classe deuxième du championnat d'Europe de vitesse espoirs (moins de 23 ans) derrière Martin Čechman, ainsi que du championnat de Russie de vitesse et de vitesse par équipes. 
En 2021, il remporte la vitesse par équipes avec Ivan Gladyshev et Danila Burlakov lors de la manche de Coupe des nations de Saint-Pétersbourg. Il est également deuxième du tournoi de vitesse, battu en finale par Kevin Quintero. Aux championnats d'Europe espoirs, il remporte le titre de la vitesse et du keirin. Aux championnats d'Europe élites, il décroche la médaille de bronze de la vitesse, derrière les deux favoris néerlandais. Il devient également triple champion de Russie, en keirin, vitesse individuelle et par équipes. Pour ses premiers mondiaux élites, il est médaillé de bronze du keirin.
En 2022, il est privé de compétition officielle en raison du conflit russo-ukrainien. Le 20 mai, lors du Grand Prix de Moscou, il établit un nouveau record du monde officieux au niveau de la mer, en parcourant les 200 mètres lancé en 9,156 secondes. Le record était codétenu par Harrie Lavreysen et Jeffrey Hoogland en 9,215 secondes, depuis les Jeux olympiques de Tokyo en août 2021. Deux jours plus tard, le 22 mai, il se montre plus rapide que le record du monde absolu, en réalisant 9,099 secondes, contre 9,100 secondes pour le record officiel de Nicholas Paul. Néanmoins, le Grand Prix de Moscou n'ayant aucun statut UCI, il n'est pas officiellement reconnu par l'Union cycliste internationale.
En août 2022, alors que les sportifs russes ne sont plus autorisés à courir sous leur couleur en raison des mesures prises par l'UCI (à la suite de l'invasion de l'Ukraine par la Russie), il est annoncé que Mikhail Iakovlev changeait de nationalité sportive pour représenter Israël, sans qu'aucun lien n'ait été précisé,.
Bien que son changement de fédération ait eu lieu il y a moins de trois ans, Iakovlev a été autorisé par le CIO à participer aux Jeux olympiques de 2024 à Paris sans le consentement de la fédération russe. Lors de ceux-ci, il établit un nouveau record olympique sur 200 mètres avec un départ lancé lors de la qualification du tournoi de vitesse, avant que celui-ci ne soit amélioré immédiatement après par Matthew Richardson et Harrie Lavreysen. Il est ensuite éliminé en huitièmes de finale et termine la compétition à la neuvième place. Sur le keirin, il atteint les quarts de finale et termine à la 13e place. Aux mondiaux 2024 à Ballerup, il est vice-champion du monde du keirin.

## Palmarès sur piste

### Jeux olympiques
- Paris 2024
  - 9e de la vitesse individuelle
  - 13e du keirin

### Championnats du monde
| Édition / Épreuve | Keirin | Vitesse individuelle |
| Roubaix 2021      | Bronze | 6e                   |
| Glasgow 2023      | 11e    | 12e                  |
| Ballerup 2024     | Argent | 5e                   |

### Coupe des nations
- 2021
  - 1er de la vitesse par équipes à Saint-Pétersbourg (avec Danila Burlakov et Ivan Gladyshev)
  - 2e de la vitesse à Saint-Pétersbourg
- 2023
  - 2e de la vitesse au Caire
  - 3e de la vitesse à Jakarta
  - 3e du keirin à Jakarta

### Ligue des champions
- 2021
  - 2e de la vitesse à Palma
  - 3e de la vitesse à Londres
- 2022
  - 3e de la vitesse à Londres (I)

### Championnats d'Europe
| Édition / Épreuve          | Keirin | Vitesse individuelle |
| Fiorenzuola 2020 (espoirs) | 6e     | Argent               |
| Apeldoorn 2021 (espoirs)   | Or     | Or                   |
| Granges 2021               | 4e     | Bronze               |
| Granges 2023               | 7e     | 4e                   |
| Apeldoorn 2024             | 11e    | Bronze               |
| Heusden-Zolder 2025        |        | Argent               |

### Championnats de Russie
- 2020
  - 2e de la vitesse
  - 2e de la vitesse par équipes
- 2021
  -  Champion de Russie de vitesse
  -  Champion de Russie de vitesse par équipes
- 2022
  -  Champion de Russie de keirin

### Championnats d'Israël
- 2023
  -  Champion d'Israël de vitesse
  -  Champion d'Israël de keirin
- 2024
  -  Champion d'Israël de vitesse
  -  Champion d'Israël de keirin